# Apollo (Bergum)
Muziekvereniging Apollo was een fanfare uit Bergum, en komt uit in de vijfde afdeling van de KNFM. In 2018 is de muziekvereniging gefuseerd met Hallelujah Burgum waaruit Burgumer Muziekvereniging Legato is ontstaan. 

## Geschiedenis
Op 10 december 1901 is muziekvereniging "Nieuw Apollo" opgericht. Er bestond al eerder een muziekvereniging met de naam "Apollo", maar die werd opgeheven vanwege onenigheid over de vergoeding die werd uitbetaald aan de verschillende leden. Later is de naam "Nieuw Apollo" weer veranderd in "Apollo". In december 2001 bestond de vereniging honderd jaar. In 2018 is Apollo gefuseerd met Hallelujah Burgum. Hierdoor ontstond een muziekvereniging met bijna 60 leden. De naam van de nieuwe vereniging is Burgumer Muziekvereniging Legato, of kortweg, Legato. 

## Apollo nu

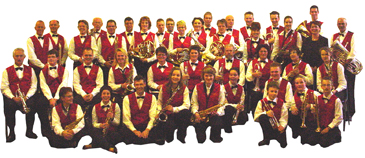
Groepsfoto van de leden van Apollo (2007)

Apollo heeft een samenspelgroep. In deze groep kunnen de beginnende muzikanten ervaren wat het is om met elkaar muziek te maken. Hier maken ze ook kennis met de verschillende Muziekinstrumenten.
Ook doet het orkest mee aan een schoolproject. Dit is een samenwerking met de basisschool “‘t Partoer” in Burgum. Op dit moment doen er 35 leerlingen, verdeeld over 3 groepen, aan dit project mee. Ook muziekschool “De Wâldsang” werkt aan dit project mee.
Ieder jaar geeft Apollo diverse concerten. Hieronder vallen de jaarlijkse voorjaarsconcert in februari, het koffieconcert met de Burgumer Folksdansploeg, buitenconcerten in juni, de traditionele rondgang door Burgum in de kerstnacht en nog veel meer.